# Aleuroclava calycopteriseae
Aleuroclava calycopteriseae là một loài côn trùng cánh nửa trong họ Aleyrodidae, phân họ Aleyrodinae.
Aleuroclava calycopteriseae được Dubey & Sundararaj miêu tả khoa học đầu tiên năm 2005.